# Глазовский
Гла́зовский (удм. Глазгурт) — починок в Юкаменском районе Удмуртии на реке Лема, в составе Шамардановского сельского поселения.

## География
Улицы починка:
- Глазовская

## Население
Численность постоянного населения починка составляет 19 человек (2007).